# Efraim Racker
Efraim Racker, auch Ephraim Racker, (* 28. Juni 1913 in Neu Sandez, Österreich-Ungarn; † 9. September 1991) war ein US-amerikanischer Biochemiker.

## Leben
Racker wurde in Galizien geboren, im ehemaligen Österreich-Ungarn. Er stammte aus einer jüdischen Familie und wuchs in Wien auf. Sein Bruder Heinrich Racker wurde ein bekannter Psychoanalytiker. 1932 bewarb er sich an der Akademie der bildenden Künste Wien und wurde angenommen. Er brach das Kunststudium jedoch ab, um Medizin zu studieren, wobei er der Psychiatrie zuneigte. Im März 1938, nach dem Anschluss Österreichs durch die Nationalsozialisten, wurden Juden zunächst von den Universitäten verbannt, im Juli desselben Jahres wurde ihm der Abschluss seines Studiums erlaubt. Anschließend floh er nach Großbritannien, wo er von 1938 bis 1940 in einer Nervenheilanstalt in Cardiff arbeitete und mit dem Biochemiker J. Hirsh Quastel versuchte, biochemische Ursachen neuronaler Erkrankungen zu finden. 1941 emigrierte er in die USA. Dort forschte er 1941/42 an der University of Minnesota weiter an der Biochemie neuronaler Erkrankungen, wobei er entdeckte, dass der Polio-Virus die Glykolyse im Gehirn von Mäusen hemmte. Danach arbeitete er als Arzt im Harlem Hospital in New York City und wurde 1944 Associate Professor für Mikrobiologie an der New York University Medical School. 1952 ging er an die Yale University und 1954 an das Public Health Research Institut der Stadt New York City.

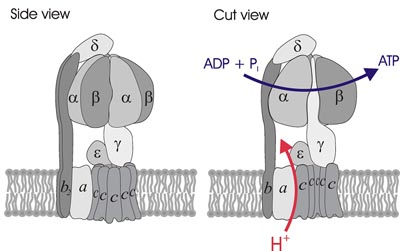
ATP-Synthase

Hier machte er seine fundamentalen Entdeckungen über die Rolle des ATP in der Energieübertragung in Zellen, dessen Rolle als Hauptlieferant von Energie in der Zelle schon Fritz Albert Lipmann 1941 gezeigt hatte. Racker zeigte, dass die Glykolyse vom Vorhandensein der ATPase abhängig war und der ständigen Zufuhr von ADP und Phosphatgruppen, aus denen ATP aufgebaut wird. Mit Maynard E. Pullam, Anima Datta und Harvey S. Penefsky identifizierten sie die an der Synthese von ATP in den Mitochondrien beteiligten Enzyme. Das erste Enzym (F1 Teil der ATP-Synthase) isolierten sie 1960.
1966 gründete Racker die Abteilung Biochemie an der Cornell University und wurde dort Albert Einstein Professor of Biochemistry and Molecular Biology. Er veröffentlichte über 500 wissenschaftliche Schriften, zahlreiche Essays und 6 Bücher. Er war neben seiner wissenschaftlichen Tätigkeit zeit seines Lebens ein ambitionierter Maler. Er war von 1945 bis zu seinem Tod mit Franzi Weiss verheiratet, mit der er eine Tochter hatte.

## Ehrungen
- 1962: Aufnahme in die American Academy of Arts and Sciences
- 1966: Aufnahme in die National Academy of Sciences
- 1974: Warren Triennal Prize
- 1976: National Medal of Science
- 1979: Harvey-Preis
- 1980: Gairdner Foundation International Award

## Schriften
- A New Look at Mechanisms of Bioenergetics, Academic Press, 1976.
- als Herausgeber Energy transducing mechanisms, London, Butterworths 1975.